# Каракас (футбольный клуб)
«Кара́кас» (исп. Caracas Fútbol Club) — самый титулованный футбольный клуб Венесуэлы и ведущий клуб страны в первое десятилетие XXI века, 12-кратный чемпион страны.

## История
Долгое время команда имела любительский статус и лишь в 1984 году, став профессиональной, сразу же выиграла Второй дивизион Венесуэлы. С тех пор ФК «Каракас» выдвинулся на лидирующие позиции в венесуэльском футболе.
В 1999 году команда дошла до полуфинала Кубка Мерконорте и формально это наивысшее достижение в истории «Каракаса», однако учитывая уровень турнира, это не идёт в сравнение с результатами клуба в 2000-е годы. В розыгрыше Кубка Либертадорес 2007 года клуб сумел выйти из группы (во второй раз в своей истории, впервые с 1995 года), оставив позади себя аргентинский «Ривер Плейт». Клуб довольно уверенно выступает в последних розыгрышах этого турнира. В 2009 году «Каракас» добился выдающегося результата, дойдя до стадии 1/4 финала турнира. С 2002 по 2010 год клуб тренировал Ноэль Санвисенте. В 2019 году под руководством Санвисенте «Каракас» завоевал свой 12-й чемпионский титул.

## Достижения
- Чемпион Венесуэлы (12): 1991/92, 1993/94, 1994/95, 1996/97, 2000/01, 2002/03, 2003/04, 2005/06, 2006/07, 2008/09, 2009/10, 2019 (рекорд турнира)
- Вице-чемпион Венесуэлы (5): 2004/05, 2007/08, 2011/12, 2021, 2023
- Обладатель Кубка Венесуэлы (6): 1987, 1993, 1994, 2000, 2009, 2013 (рекорд турнира)

## Выступления в международных турнирах
«Каракас» участвовал в Кубке Либертадорес 21 раз:
- Предварительный этап — 1998, 2001, 2002, 2012, 2014, 2016, 2019, 2021
- Групповой этап — 1993, 1996, 2004, 2005, 2006, 2008, 2010, 2011, 2020, 2022
- 1/8 финала — 1995, 2007
- 1/4 финала — 2009
- Выступления в Южноамериканском кубке (6): 2010, 2014, 2017, 2018, 2019, 2020
- Выступления в Кубке Мерконорте (2): 1998, 1999
- Наивысшее достижение в Кубке Мерконорте — 1/2 финала в 1999 году
- Выступления в Кубке КОНМЕБОЛ (1): 1993